# Дубока (Копаоник)
Дубока је река, дужине 5,5km, на Копаонику, настаје у севроисточном подножју Сувог рудишта (1.976 м.н.в) и Карамана (1.917 м.н.в.), од извора са Кнежевских бара и неколико мањих.
Дубока се у Равништу спаја са Запланском реком чинећи Ђеракарску реку. Непосредно испод североисточних падина Сувог рудишта, на 1.800 м.н.в. почиње са усецањем клисуре Дубоке, дужине 5km. Клисура има симетричан „V” облик на читавој дужини. Од изворишта клисура има правац ка североистоку, да би скренула ка југоистоку до завршетка. Дубина клисуре се постепено смањује, однешто преко 300m у горњем делу до 200m при завршетку. Клисура је обрасла шумом (у зони до 1.550 м.н.в. буковом, а изнад ове висине четинарском шумом). Низводно од Врље, лева долинска страна Дубоке је литица висине 300m, па на овом делу поприма кањонски карактер. Код Балија, са исте долинске стране је низ извора укупне издашности око 3 л/с, од којих настаје неколико потока који притичу Дубокој. У средњем делу тока, са обе стране долине, на месту где мермерисане кречњаке и корните испробијане гранодиоритима просецају мале партије шкриљаца, формира се значајна понорска зона (активни и фосилни понори) који припадају локалитету Дубока.